# Sân bay quốc tế Clayton J. Lloyd
Sân bay quốc tế Clayton J. Lloyd hay Sân bay Anguilla Wallblake (IATA: AXA, ICAO: TQPF) là một sân bay quốc tế ở đảo Anguilla, một lãnh thổ hải ngoại Anh ở Caribbean. Sân bay này nằm rất gần The Valley, thủ phủ của đảo này.

## Các hãng hàng không và các tuyến điểm
- American Airlines
  - American Eagle (San Juan)
- Coastal Air (St. Barthelemy)
- LIAT (Antigua, St. Thomas)
- Windward Islands Airways (Winair) (St. Maarten, Antigua)